# صموئيل دبليو. براينت
صموئيل دبليو. براينت (بالإنجليزية: Samuel W. Bryant)‏ هو ضابط أمريكي، ولد في 24 مايو 1877 في واشنطن في الولايات المتحدة، وتوفي في 4 نوفمبر 1938 في آشفيل في الولايات المتحدة.